# Jugendweihe

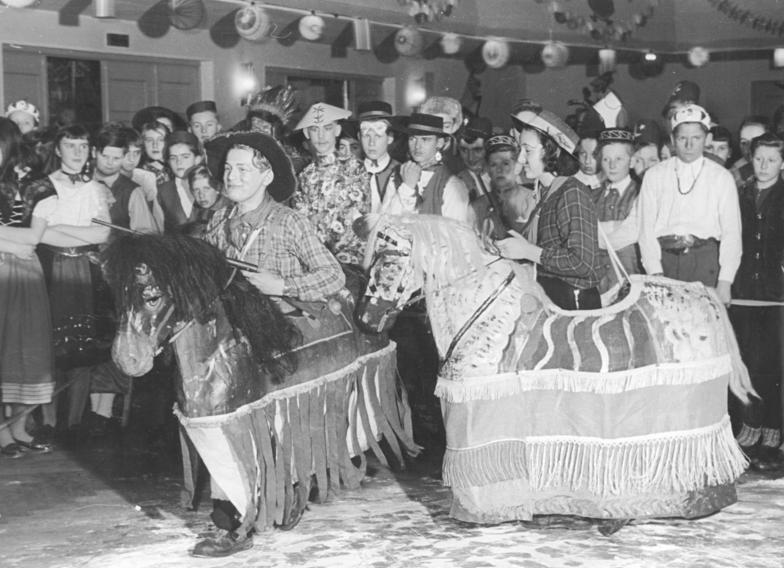
Fest für Jugendweiheteilnehmer in Sonneberg, 1958

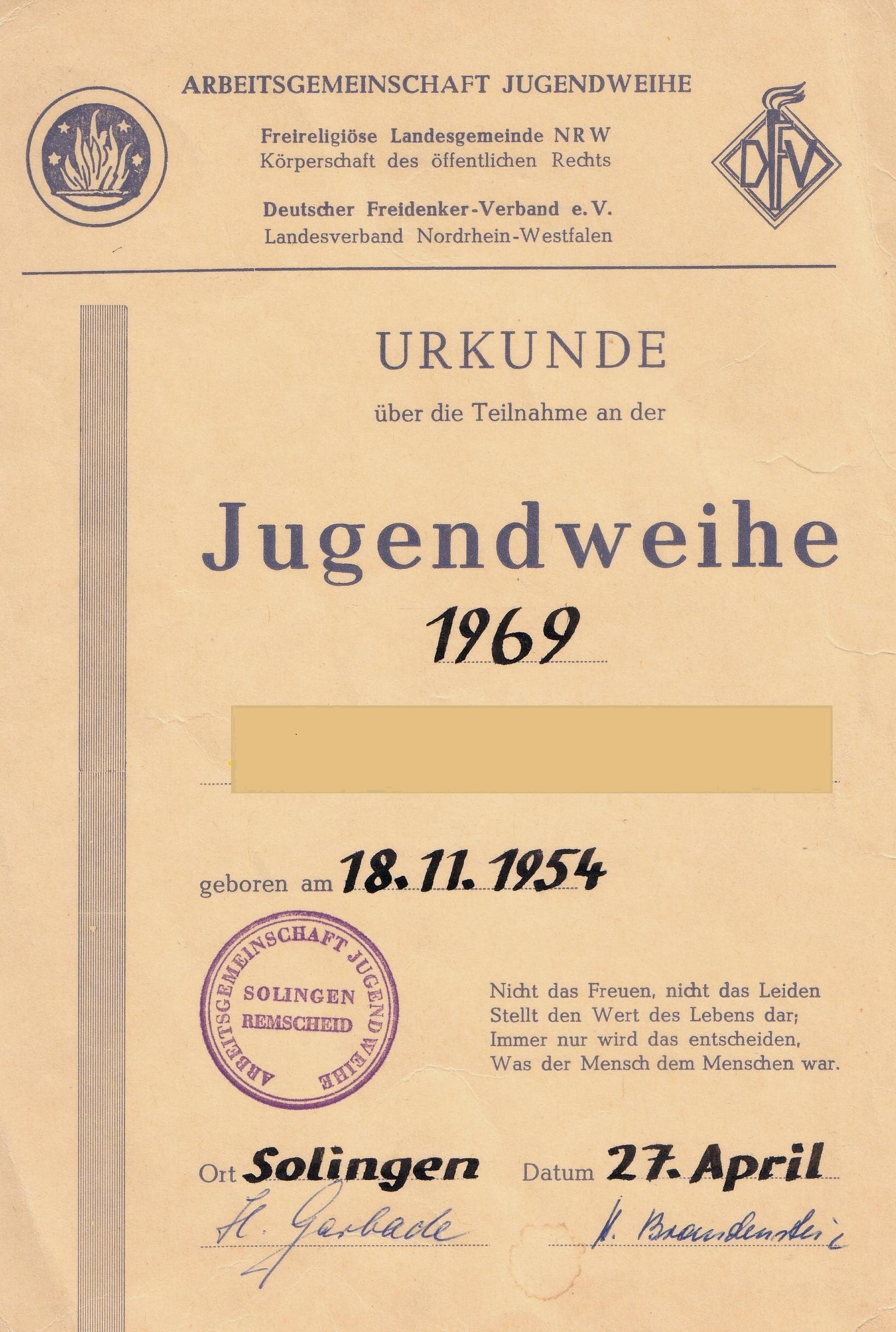
Urkunde zur Jugendweihe der Arbeitsgemeinschaft Jugendweihe in Nordrhein-Westfalen

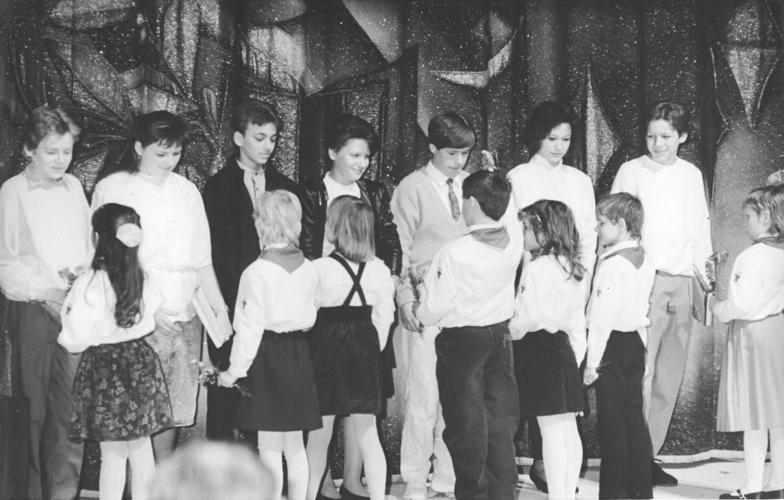
Festakt einer Jugendweihe im März 1989 im Haus der Sowjetischen Wissenschaft und Kultur in Ost-Berlin

Jugendweihe (auch Jugendfeier) ist der 1852 vom deutschen Theologen Eduard Baltzer geprägte Begriff für eine festliche Initiation, die den Übergang vom Jugend- ins Erwachsenenalter kennzeichnen soll und in der religionsfeindlichen DDR breite Verwendung als Ersatz für kirchliche Feste fand. Sie stellt „die atheistische Antwort auf die religiösen Initiationsrituale der Bar oder Bat Mitzwa bei den Juden oder der Firmung oder Konfirmation bei den Christen“ dar (Julia Prescher).

## Geschichtliche Entwicklung in Deutschland

### Freireligiöse Wurzeln
Der Begriff Jugendweihe tauchte erstmals 1852 auf und geht auf einen Vorschlag von Eduard Baltzer zurück, der damit zum Ausdruck bringen wollte, dass sich die Abkehr von den Kirchen auch in der Terminologie niederschlagen sollte. Zunächst wurden noch Begriffe aus der christlichen Tradition (Konfirmation) für außerkirchliche Feiern benutzt oder ihr Ersatzcharakter betont. So nutzte am 9. April 1846 eine Breslauer Tageszeitung das Wort Confirmationsersatzfeier. Die neue Form des Initiationsritus wurde von freireligiösen Gemeinden entwickelt. In Opposition zu den Kirchen organisierten sie einen kulturgeschichtlich fundierten Moralunterricht für ihre Kinder. Die abschließende Jugendweihe war vor allem eine Feier zur Schulentlassung, deshalb erhielt man sie im Alter von 14 Jahren. Seit den 1890er Jahren stand ihre Form weitgehend fest. Der Jugendlehrer hielt einen Vortrag über die freigeistige Weltanschauung, es wurden Erinnerungsblätter, ein Gelöbnis und ein Gedenkbuch überreicht. Gesänge und Rezitationen umrahmten die Feier.
Die freireligiöse und freidenkerische Tradition wurde später auch von der Arbeiterbewegung übernommen. Der spätere Vorsitzende der KPD Ernst Thälmann nahm im Jahre 1900 an einer Jugendweihe teil, der kommunistische Schriftsteller Erich Weinert 1904 und der spätere Staatsratsvorsitzende der DDR Walter Ulbricht im Jahre 1907.

### Weimarer Republik
Die Weimarer Republik (1918–1933) war die „Blütezeit“ der Jugendweihen. Es etablierten sich vor allem die Jugendweihen der proletarischen Freidenkerbünde der Arbeiterparteien SPD und KPD, bei den Gewerkschaften, bei den Anarchisten und Anarchosyndikalisten. Insgesamt blieb die Jugendweihe zu Zeiten der Weimarer Republik jedoch eine gesellschaftliche Randerscheinung. Über 95 % der Jugendlichen feierten nach wie vor das Fest der Konfirmation bzw. der Firmung.

### Zeit des Nationalsozialismus
Nach der Machtergreifung der NSDAP wurden diese Parteien mit ihren Verbänden, aber auch die Freidenker-Bewegungen und viele freireligiöse Gemeinden verboten, somit auch die von diesen Gemeinschaften angebotenen Jugendweihen. Ein generelles Verbot der Jugendweihen gab es jedoch nicht, da nur ein Teil der freireligiösen Gemeinden verboten war. Die Nationalsozialisten entwickelten eigene Formen von Weihen und Feiern. So wurde die „Schulentlassungsfeier“ eingeführt sowie Aufnahmerituale in Hitlerjugend und BDM. Diese drei Elemente wurden dann 1940 in Opposition zu Konfirmation und Firmung zur „Nationalsozialistischen Jugendweihe“, der „Verpflichtung der Jugend“, zusammengefasst. Konfirmation und Firmung der Kirchen wurden nicht verboten. 1944 wurde vor dem Volksgerichtshof ein Verfahren gegen einen evangelischen Pfarrer geführt, dem die Geringschätzung der „Jugendweihe der NSDAP“ vorgeworfen wurde.

### Jugendweihe nach dem Zweiten Weltkrieg
Nach dem Zweiten Weltkrieg nahmen die freireligiösen Gemeinden und die Verbände der Freidenker die Tradition der Jugendweihe wieder auf. Die Entwicklung und Feierkultur verlief in den beiden deutschen Staaten jedoch unterschiedlich.
Obwohl Gemeinden und Verbände, die in der Zeit des Nationalsozialismus verboten waren, wieder tätig sein konnten – anfangs auch in der SBZ und der DDR –, konnten sie ihre alte Bedeutung und Größe überwiegend nicht mehr erreichen. Später bekam die Jugendweihe in der DDR eine staatspolitische Bedeutung.
Im Westen Deutschlands ist das Jugendweiheritual bis in die Gegenwart weitgehend unbekannt. Nur unter Freidenkern blieb es eine Art Aufnahmezeremonie in die freigeistigen Verbände.

### Politische Instrumentalisierung in der DDR

#### Hintergrund

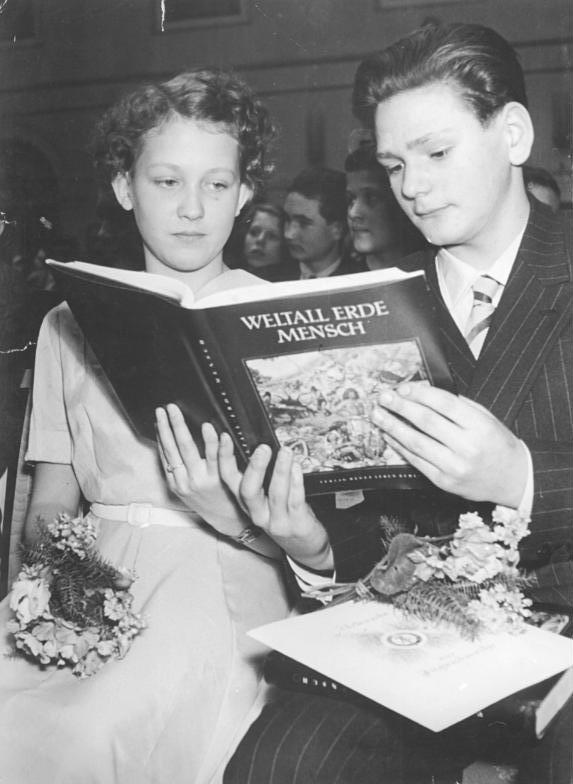
Buchgeschenk bei einer Jugendweihe

In den ersten Jahren der SBZ/DDR vermied das Politbüro des Zentralkomitees der SED zunächst eine offene Konfrontation mit den Kirchen und lehnte die Mitwirkung der Partei, der Gewerkschaften und der FDJ an Jugendweihen im Sinne der früheren Freidenkerverbände deutlich ab.
Dass die Jugendweihe danach zum staatssozialistischen Fest avancierte, war in Moskau beschlossen worden. Im Mai 1953 fasste das Politbüro der Kommunistischen Partei der Sowjetunion einen Beschluss über „Maßnahmen zur Gesundung der politischen Lage in der DDR“, der auch eine sozialistische Alternative zur Konfirmation vorsah. Mit gewaltigem Druck wurde die formal aufgebaute Jugendweihe durch ihre zeitliche Nähe zu Ostern und Pfingsten und ihrer pseudosakralen Inhalte zu einem vordergründigen Gegenentwurf zur evangelischen Konfirmation und der katholischen Firmung etabliert. Aber auch konfessionell gebundene Jugendliche sollten (parallel zur Konfirmation/Firmung) an den Jugendweihefeiern teilnehmen. Sie sollte eine Konkurrenz zur Konfirmation sein und war ein Instrument zu der von der SED geforderten Erziehung zur sozialistischen Persönlichkeit. Am 27. März 1955 fand die erste Jugendweihe in Ost-Berlin statt. Ab 1958 wurde die Jugendweihe durch die eingesetzten Maßnahmen der Regierung von Walter Ulbricht praktisch zur Zwangsveranstaltung. Tausende von Jugendlichen mussten schwere Benachteiligungen hinnehmen: Wer nicht an der Jugendweihe teilnahm, musste mit schlechteren Lehrstellen, versagter Zulassung zur Erweiterten Oberschule (EOS), Studiumsverbot und anderen Repressionen rechnen; auch auf die Eltern wurde Druck ausgeübt. Eine wesentliche Rolle bei der Durchsetzung der Jugendweihe gegenüber der Konfirmation spielte die DDR-Staatssicherheit.

#### Ablauf
Vor der eigentlichen Jugendweihe besuchten die Jugendlichen, meist im Klassenverband, ein Jahr lang monatlich so genannte Jugendstunden, die meist aus Betriebsbesichtigungen, Vorträgen über Sexualität und Politik, Tanzstunden oder ähnlichen gesellschaftlichen Nachmittagen bestanden. Auch Besuche von KZ-Gedenkstätten waren üblich. Einbezogen in das Programm der Jugendstunden, die in die „wehrpolitisch heißen Wochen“ im jeweils ersten Quartal fielen, waren die regionalen Kommissionen für sozialistische Wehrerziehung durch einen „wirksamen Beitrag“ von Offizieren der Nationalen Volksarmee (NVA), begleitet von einer Sendung der militärpolitischen Redaktion des Fernsehens der DDR mit Bezug zur Jugendweihe.
Zu dem Festakt, der meist in einem größeren Saal oder Theater des Ortes stattfand, waren die Angehörigen eingeladen. Nach einigen offiziellen Reden und dem Gelöbnis, in dem sich die Jugendlichen zum sozialistischen Staat bekennen sollten, wurden ihnen dann meist von Jungen Pionieren Blumen überreicht. Das Gelöbnis selbst war noch in der „Du“ bzw. „Ihr“-Form abgefasst. Nach Abschluss des Gelöbnisses wurden die Jugendlichen im Alter von 14 Jahren mit „Sie“ angeredet. „Wir haben Ihr Gelöbnis vernommen.“ Außerdem erhielten sie eine Urkunde und ein Buch. Dies war bis 1974 der Sammelband Weltall Erde Mensch, der neben ideologischen Auslassungen vor allem Allgemeinwissen enthielt. Nach 1974 wurde dieses Buch von dem reinen Propagandawerk Der Sozialismus, Deine Welt abgelöst. Ab 1983 bis 1989 verwendete man das Buch Vom Sinn unseres Lebens, herausgegeben vom Verlag Neues Leben Berlin.
Als Standard-Buchgeschenke von staatlicher Seite wurde den Teilnehmern der DDR-Jugendweihe überreicht:
- 1954–1960: Weltall Erde Mensch
- 1961: Unsere Welt von morgen[19]
- 1962–1974: Weltall Erde Mensch
- 1975–1982: Der Sozialismus, Deine Welt
- 1981–1989: Aus meinem Leben (Autobiographie von Erich Honecker)
- 1983–1989: Vom Sinn unseres Lebens[20]

sowie ergänzend
- 1960: Programm der jungen Generation für den Sieg des Sozialismus[21]
- 1963: Anna Siemsen, Julius Zerfaß: Das Buch der Freiheit. Stimmen der Völker und Nationen aus vier Jahrtausenden. Büchergilde Gutenberg, Frankfurt am Main 1963.

Nach dem feierlichen Akt in der Öffentlichkeit verbrachten die Geehrten den Rest des Tages mit ihrer Familie oder gemeinsam mit den Familien der Klassenkameraden.

#### Gelöbnis

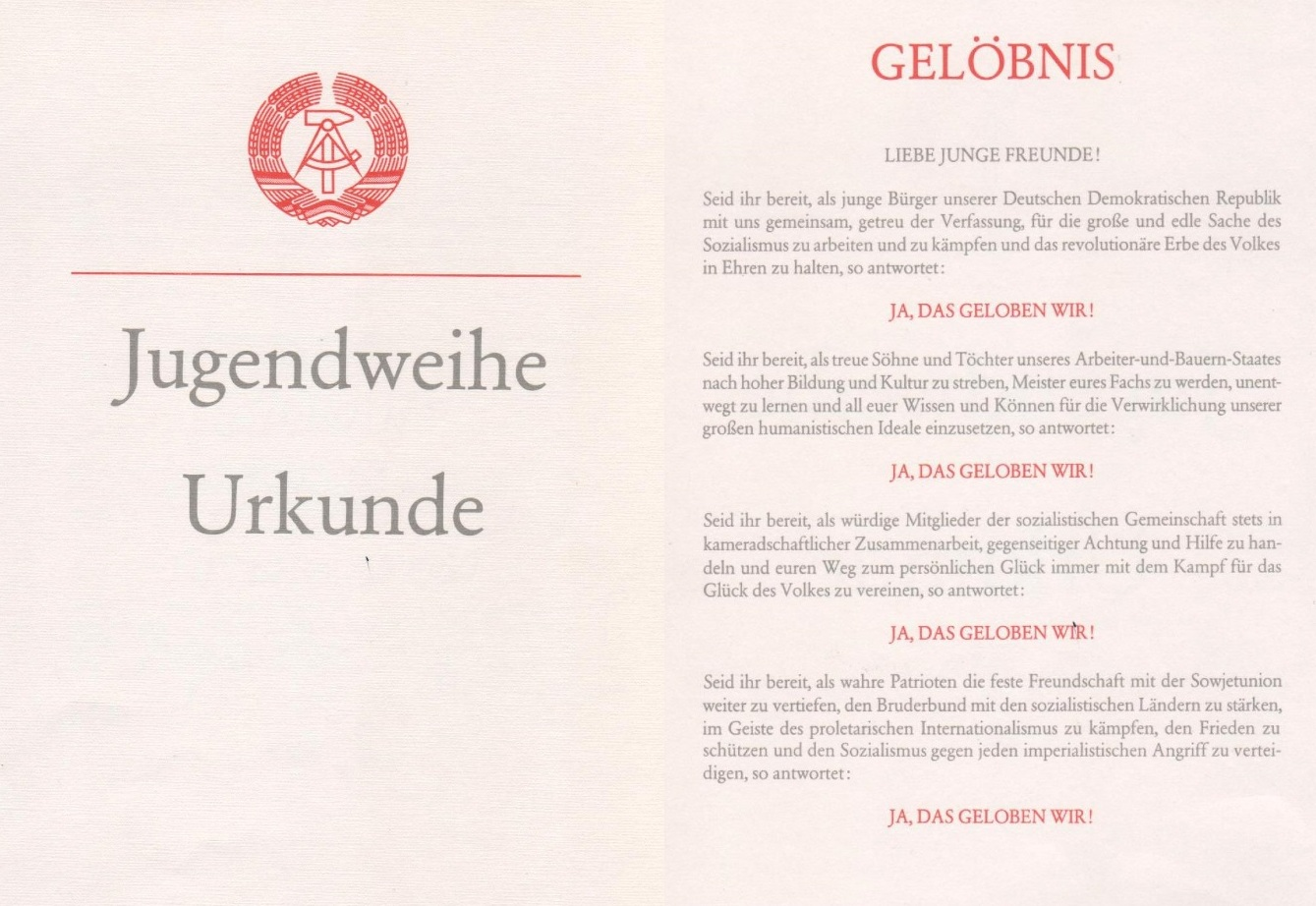
Jugendweiheurkunde mit Gelöbnis aus 1986

Die Jugendweihlinge mussten mitsprechend geloben: „Seid ihr bereit, als junge Bürger unserer Deutschen Demokratischen Republik mit uns gemeinsam, getreu der Verfassung, für die große und edle Sache des Sozialismus zu arbeiten und zu kämpfen und das revolutionäre Erbe des Volkes in Ehren zu halten, so antwortet: JA, DAS GELOBEN WIR!“
In drei weiteren Abschnitten musste die Verpflichtung zum Einsatz für den Arbeiter- und Bauernstaat beteuert werden. Ferner mussten die Jugendlichen geloben, für das Glück des Volkes zu kämpfen, die Völkerfreundschaft mit der Sowjetunion zu vertiefen, sowie den „Sozialismus gegen jeden imperialistischen Angriff zu verteidigen“.

## Gegenwärtige Praxis
Jugendweihen werden traditionell von freireligiösen Gemeinden, humanistischen Organisationen und von speziellen Jugendweihe-Vereinen durchgeführt. Die Veranstaltungen des Humanistischen Verbands Deutschlands werden Jugendfeiern genannt.

### Jugendweihe
Zahlenmäßig größter Anbieter von Jugendweihen ist Jugendweihe Deutschland e. V., der 1990 unter dem Namen „Interessenvereinigung Jugendweihe e. V.“ gegründet wurde und sich in mehrere Landesverbände gliedert. Noch um die Jahrtausendwende nahmen, je nach Region, bis zu 40 Prozent der Jugendlichen in Ostdeutschland an Jugendweihen teil. Im Jahr 2009 nahmen bundesweit rund 25.000 Jugendliche an Jugendweihen teil. Damit lag der Wert bei etwa einem Viertel der Teilnehmerzahlen zehn Jahre zuvor, was jedoch auch mit dem starken Geburtenrückgang in den neuen Bundesländern auf 35 % der Vorwendezeit in Zusammenhang gebracht wird.

### Jugendfeier

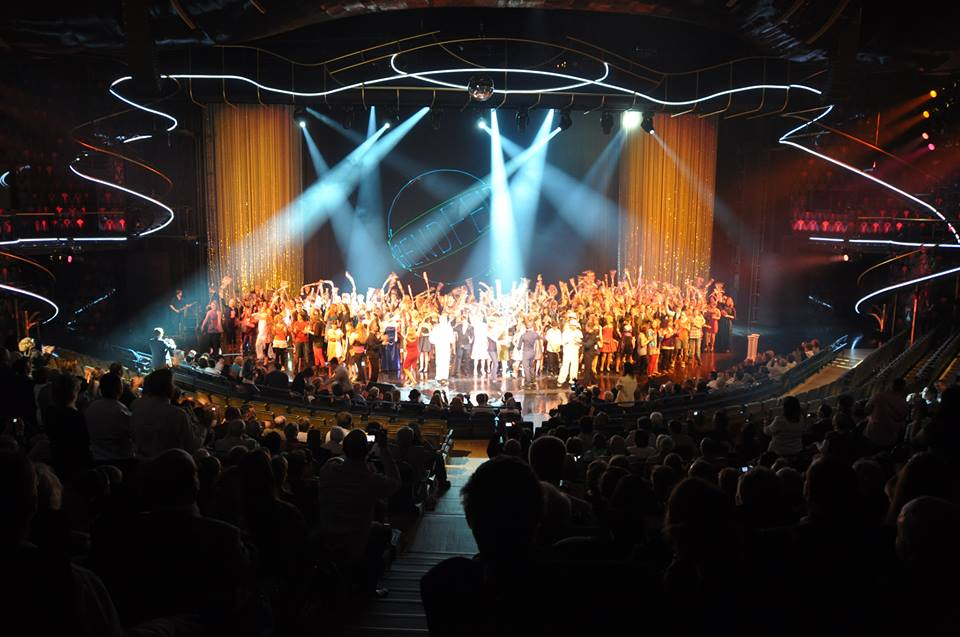
Jugendfeier des Humanistischen Verbandes in Berlin 2011

Der Begriff „Jugendfeier“ wurde von einigen Anbietern seit der Wende verwendet, um sich von der Jugendweihe-Tradition der DDR abzusetzen. Zudem will man „Jugendliche nicht weihen, sondern ihnen den symbolischen Schritt ins Erwachsenenleben unvergesslich machen.“
Der Jugendfeier geht ein mehrmonatiges Vorbereitungsprogramm voraus. Es umfasst „vielfältige Angebote, die sich mit den unterschiedlichsten Facetten des Erwachsenwerdens befassen und Möglichkeiten bieten, Neues zu entdecken, andere Menschen zu treffen oder sich selbst besser kennenzulernen, Fähigkeiten zu entwickeln und Vertrautes kritisch zu hinterfragen“. An den Jugendfeiern des Humanistischen Verbandes in Berlin und Brandenburg nahmen 2013 insgesamt 7500 Jugendliche teil, rund zehn Prozent der Altersgruppe.

## Ähnliche oder vergleichbare Anlässe in anderen Ländern und Religionen

### Allgemeines
Feiern anlässlich des Übergangs von der Kindheit in die Welt der Erwachsenen gibt es in vielen Kulturen und Traditionen auf der Welt. Im Judentum wird die Bar Mitzwa begangen. Entsprechende Feste für die Bedürfnisse nichtreligiöser Menschen nach Übergangsriten haben sich in christlich geprägten Gesellschaften häufig in Anlehnung an die christliche (evangelische) Konfirmation entwickelt, aber auch in der Tradition der Arbeiterbewegung im 19. und 20. Jahrhundert als Schulentlassungsfeier. Trotzdem sind nicht nur in Ländern wie den Niederlanden, sondern auch im angelsächsischen Sprachraum vergleichbare Feiern von konfessionslosen Menschen weitgehend unbekannt.

### Nord- und Westeuropa
In Norwegen, Schweden, Island und anderen nordeuropäischen Ländern gibt es vergleichbare Feiern. Humanistische Verbände in Norwegen und Schweden nennen die Feiern für die Jugendlichen „Humanistische Konfirmation“. In Norwegen nahmen 2012 knapp 10.000 Jugendliche, ca. 16 % der Altersgruppe der 14-Jährigen, an den Feiern teil.

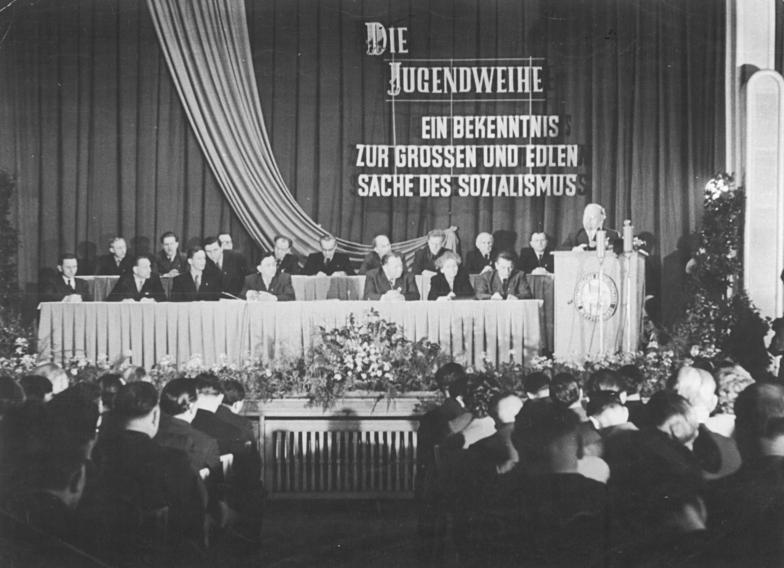
Jugendweihe in Gera mit Walter Ulbricht, 1958

In Österreich, Schweiz und Liechenstein begleitet die Jungbürgerfeier den Weg in die Volljährigkeit.